# Cultura de Khvalinsk
La cultura de Khvalinsk va ser una cultura de l'edat mitjana del coure ("Eneolític") (c. 4900 – 3500 aC) de la regió del Volga mitjà. Pren el seu nom de Khvalinsk a l'óblast de Saràtov. La cultura de Khvalinsk s'estenia des de la Corva de Samara al nord (la ubicació d'alguns dels llocs més importants com Krivoluchye) fins al Caucas del Nord al sud, des del mar d'Azov a l'oest fins al riu Ural a l'est. Va ser precedida per la cultura de Samara de l'Eneolític primerenc, de la qual va procedir, i va succeir per la cultura de l'Eneolític tardà, cultura iamna primerenca, en la qual es va desenvolupar.
La cultura de Khvalinsks'associa amb parlants d'una etapa inicial de la llengua protoindoeuropea.

## Datació
Una sèrie de lectures calibrades de C-14 obtingudes a partir de material a les tombes del lloc tipus daten la cultura amb certesa a la finestra aproximada, 5000–4500 aC. Aquest material és de Khvalinsk I, o Khvalinsk primerenc. Khvalinsk II, o Khvalinsk tardà, és l'Eneolític final. Asko Parpola considera que la cultura de Khvalinsk va de c. 5000 a 3800 aC.
Nina Morgunova considera Khvalinsk I com a Eneolític primerenc, contemporani de la segona etapa de la cultura de Samara anomenada Ivanovka i etapa Toksky, la ceràmica va estar influenciada per la cultura de Khvalinsk, ja que el període calibrat d'aquesta segona etapa de la cultura Samara és 4850–3640 aC. Marija Gimbutas, però, creia que Samara era anterior i va situar Khvalinsk I a l'Eneolític desenvolupat.
No hi ha prou dates i llocs de la cultura Samara per resoldre la qüestió. Després del c. 4500 aC, la cultura de Khvalinsk va unir els llocs del Volga inferior i mitjà mantenint ovelles, cabres, bestiar i potser cavalls domesticats.

## Llocs

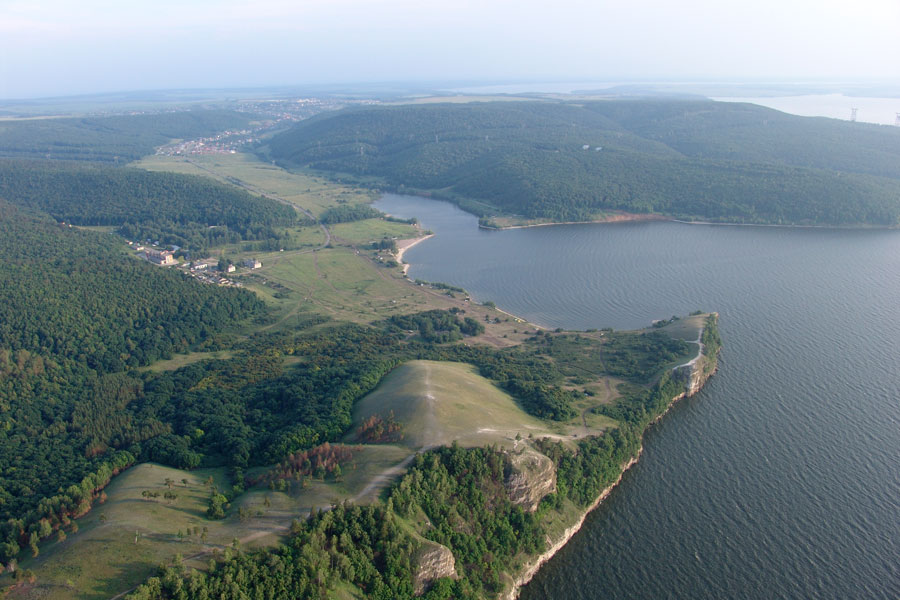
Un kurgan típic al parc nacional de Samara Bend.

El lloc tipus Khvalinsk és un cementiri, de 30 m per 26 m, que conté uns 158 esquelets, principalment en tombes individuals, però alguns junts entre dos i cinc. Eren enterrats d'esquena amb els genolls contrets. Dotze de les tombes estaven cobertes amb cairns de pedra. Es van trobar zones de sacrifici similars a aquestes a Samara, que contenien restes de cavalls, bestiar i ovelles.
L'any 1929 es va trobar una tomba individual a Krivoluchie amb objectes funeraris i les restes col·locades sobre ocre, boca amunt, amb els genolls contrets.

## Genètica
Estudis genètics recents han demostrat que els mascles de la cultura de Khvalinsk portaven principalment l'haplogrup patern R1b, tot i que s'han detectat algunes mostres de R1a, I2a2, Q1a i J. Pertanyien al clúster pastor de l'estepa occidental (en anglès Western Steppe harder, abreviat WSH), que és una barreja d'ascendència de caçador-recolector oriental (en anglès Eastern Hunter-Gatherer, EHG) i caçador-recolector caucasià (Caucasian Hunter-Gatherer, CHG). Sembla que aquesta barreja es va produir a l'estepa del Pòntic-Caspi oriental a partir del 5.000 aC.
Mathieson et al. (2015, 2018) van trobar en tres mascles eneolítics enterrats a prop de Khvalinsk entre el 5200 aC i el 4000 aC els haplogrups Y R1b1a i R1a1, i els haplogrups mt H2a1, U5a1i i Q1a i una subclade U4.
Es va trobar que un mascle de la cultura de Sredny Stog contemporània tenia un 80% d'ascendència WSH d'un tipus similar a la gent de Khvalinsk i un 20% d'ascendència dels primers agricultors europeus (Early European Farmer, abreviat EEF). Entre la cultura Yamnaya posterior, els mascles porten exclusivament R1b i I2. S'observa un patró similar entre els homes de la cultura anterior Dnieper-Donets, que només portaven R i I i l'ascendència dels quals era exclusivament EHG amb la barreja de caçador-recolector occidental (Western Hunter-Gatherer, WHG). La presència d'ADN mitocondrial EEF i CHG i exclusivament cromosoma Y EHG i WHG entre els iamnaia i els WSH relacionats suggereixen que la barreja d'EEF i CHG entre ells va ser el resultat de la barreja entre mascles EHG i WHG, i femelles EEF i CHG. Això suggereix que els clans líders entre els iamnaia eren d'origen patern EHG. Segons David W. Anthony, això implica que les llengües indoeuropees eren el resultat d'"una llengua dominant parlada pels EHG que absorbia elements semblants als del Caucas en la fonologia, la morfologia i el lèxic" (parlats pels CHG).